# Terceira Aliá
A Terceira Aliá (em hebraico: העלייה השלישית; romaniz.: HaAliyah HaShlishit) foi a terceira onda de migração de judeus para a região da Palestina. Ela durou de 1919, logo após o fim da Primeira Guerra Mundial, até 1923, quando teve início uma crise econômica na Palestina. 
Durante essa aliá, cerca de 35.000 imigrantes (olim) chegaram à região, dos quais 36% eram mulheres.
O ponto de partida da Terceira Aliá foi o navio SS Ruslan, que partiu de Odessa em 19 de dezembro de 1919 em direção ao Porto de Jafa, transportando 620 novos imigrantes incentivados por Joseph Trumpeldor, além de residentes que ficaram impedidos de retornar durante a Guerra. Os pioneiros eram originários principalmente de países do Leste Europeu: 45% da Rússia, 31% da Polônia, 5% da Romênia e 3% da Lituânia.

## História
Três compromissos secretos da Grã-Bretanha, bastante contraditórios entre si, formaram a base para os conflitos que se seguiram:
- Em outubro de 1915, os britânicos prometeram reconhecer a independência de um estado árabe dentro dos limites propostos pelo líder árabe de Meca, o que incluía a Palestina, em troca do apoio árabe à tentativa britânica de lutar e derrotar os otomanos (Correspondência Huceine-McMahon).
- Em janeiro de 1916, um tratado secreto entre o Reino Unido e a França propôs a divisão das províncias otomanas fora da Península Arábica entre britânicos e franceses. Os britânicos receberiam a Palestina e a Jordânia, os franceses ocupariam o Líbano e a Síria (Acordo Sykes-Picot).
- Em novembro de 1917, a Declaração Balfour prometeu aos judeus que eles poderiam se estabelecer na Palestina e criar "um lar nacional para o povo judeu" lá.

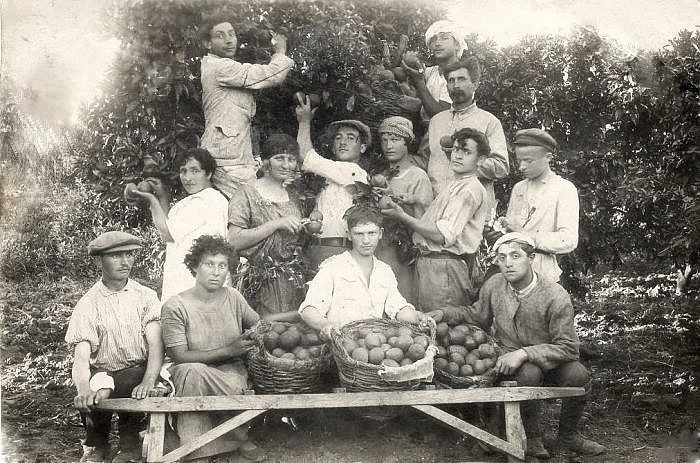
Agricultores de Ein Ganim, 1923

Entre os imigrantes da Segunda Aliá (1904-1914) estavam alguns milhares de jovens pioneiros influenciados pelas ideias socialistas de Ber Borochov e pelo conceito de "religião do trabalho" de A. D. Gordon. Uma ideia chave da Terceira Aliá era uma continuação da Segunda — o estabelecimento de uma sociedade judaica socialista e igualitária na Terra de Israel. Em retrospectiva, pode-se afirmar que as tentativas dos imigrantes da Primeira Aliá em trabalho manual pesado falharam clamorosamente, enquanto os pioneiros da Segunda Aliá lutaram arduamente e os jovens homens e mulheres da Terceira Aliá tiveram sucesso desde o início. Eles construíram estradas e pontes, drenaram pântanos infestados de malária e montaram fazendas funcionais. Muitos deles já haviam sido treinados previamente na Rússia para a vida agrícola.
Mas, desde a Primeira Guerra Mundial, a base para toda a imigração para a Palestina havia mudado completamente. Os otomanos se retiraram e os britânicos tomaram o poder, apesar das promessas em contrário feitas aos árabes. A Liga das Nações, criada no início de 1920, deu aos britânicos o mandato de administrar a Palestina.  A Terceira Aliá foi desencadeada principalmente pela Revolução de Outubro na Rússia, pelos pogroms antissemitas na Europa Oriental e pela Declaração de Balfour, e foi dificultada pela imposição de cotas pelos britânicos.

## Motivação
Na década de 1960, Everett S. Lee descreveu os fatores de atração e repulsão na migração. Este modelo também pode ser aplicado às ondas migratórias anteriores.
Os imigrantes tinham grandes esperanças de um novo futuro na Terra Santa, mas, mais do que isso, eles foram pressionados a imigrar devido aos acontecimentos na Europa e ao crescimento das aspirações nacionalistas de vários grupos minoritários. São vários os fatores que motivaram os imigrantes:
- A Revolução Russa e a Guerra Civil Russa levaram a uma onda de pogroms. Estima-se que 100.000 judeus foram mortos e 500.000 ficaram desabrigados.
- As revoluções na Europa após a Primeira Guerra Mundial, com despertares nacionalistas entre as nações do Leste Europeu após o nascimento de nove novos países.
- Nos novos países que foram formados após a Primeira Guerra Mundial, havia o "problema das minorias". Surgiram batalhas entre pequenos grupos étnicos, com tumultos em países divididos como a Polônia .
- Uma crise econômica na Europa
- A promulgação da Lei de Cotas de Emergência, que limitou a imigração para os Estados Unidos, principal destino dos imigrantes europeus.
- O sucesso relativo da absorção da Segunda Aliá em Israel e as ideologias socialistas da onda.

As instituições sionistas oficiais se opuseram à terceira onda de imigração. Eles temiam que o país não fosse capaz de absorver um número tão grande de pessoas. Eles até pediram que apenas pessoas que tivessem recursos econômicos suficientes viessem ao país. No entanto, a dura realidade mudou suas expectativas: a má situação econômica dos judeus da Europa Oriental, e também os tumultos, forçaram muitos a emigrar para países que abriram suas portas — os Estados Unidos e a Europa Ocidental — e para aqueles que tinham um impulso pioneiro e um reconhecimento sionista, a Palestina era adequada como seu novo lar.

## Legado
Apesar de representarem um menor número dentre o total de imigrantes judeus (olim), os imigrantes da Terceira Aliá se tornaram um elemento dominante em sua sociedade, com grande contribuição para a formação de uma imagem do Lar Nacional. Com seu otimismo e dedicação ilimitados, eles introduziram ao Yishuv um senso de propósito e direção.
Eram em grande parte estudantes universitários ou recém-formados, filiados aos movimentos juvenis HeHalutz e Hashomer Hatzair, de orientação socialista e secular, ou até mesmo antirreligiosa. A sua intenção não era construir um estado judeu, mas sim um estado socialista. Mais preparados e organizados do que os imigrantes da Segunda Aliá, eles estudaram hebraico (língua escolhida pelo movimento sionista para ser a língua da futura nação, embora ainda minoritária na região) e passaram por treinamentos para assumir tarefas difíceis no campo, havendo neles uma predominância da figura do pioneiro (halutzim) que se tornaria um símbolo nacional. 
Ampliaram os assentamentos agrícolas, que passaram a atuar de forma coordenada, e criaram os kibutzim. Nessas comunidades singulares, desenvolveram um modelo educacional singular, em que crianças eram educadas fora de seu núcleo familiar. Sua educação era vista como uma oportunidade de preparação para o trabalho e de desenvolvimento da autonomia, mas também de disseminação dos valores concebidos para a conquista política da região.
Também ampliaram a participação feminina no trabalho. Em um primeiro momento, a construção de estradas, incentivada pelos britânicos, foi sua principal fonte de emprego e cerca de 300 mulheres tomam parte nessa atividade, metade delas na construção e a outra metade preparando as refeições dos demais. Nos assentamentos agrícolas, a participação feminina era ainda mais aceita.
Eles construíram estradas e cidades, drenaram os pântanos do Vale de Jizreel. e fundaram importantes instituições, como a Federação Geral do Trabalho (Histadrut), a Assembleia Eleita e o Conselho Nacional, e também a organização paramilitar clandestina, conhecida como Haganá, que teria atuação decisiva na Guerra de Independência de Israel.
Após um atrito inicial, eles se reconciliariam com os religiosos judeus da região, que adicionaram uma dimensão relevante à ideologia sionista.

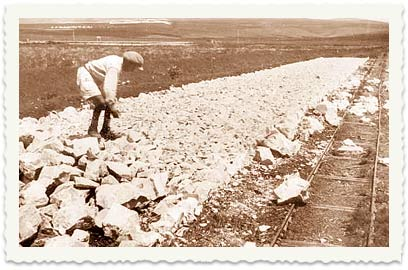
Construção de estradas em Ein Harod
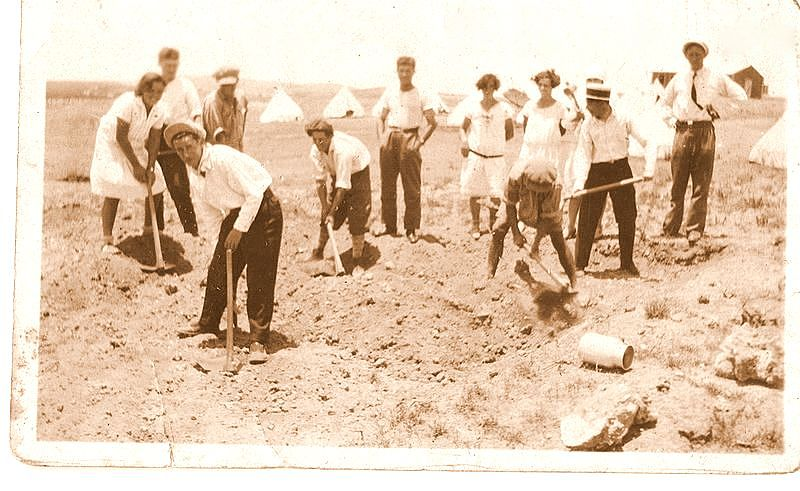
Pioneiros da Terceira Aliá, 1921
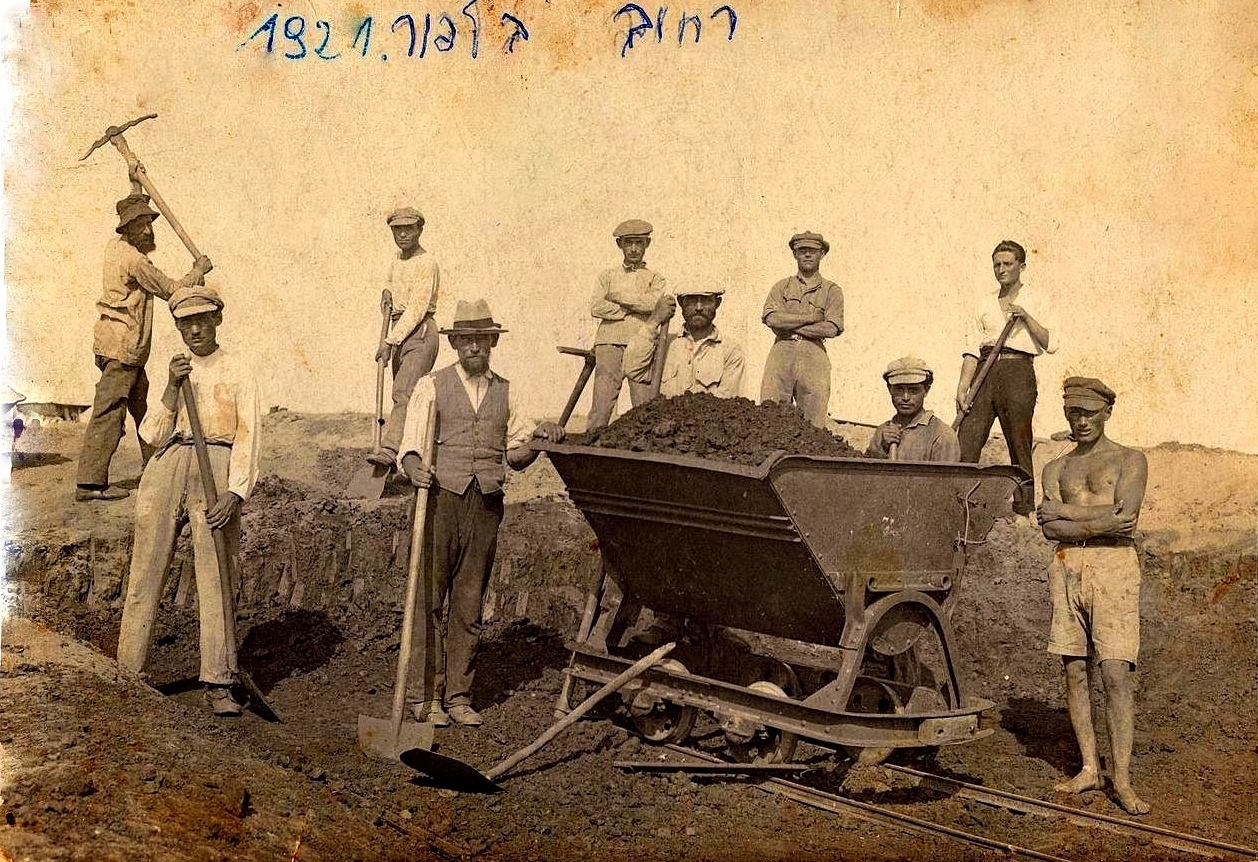
Pioneiros judeus construindo a Rua Balfour em Tel Aviv, 1921

## Personalidades
Entre os imigrantes na Palestina durante a Terceira Aliá estavam pessoas que mais tarde fundariam o Estado de Israel, incluindo David Ben-Gurion e Golda Meir, e também vários ativistas e intelectuais proeminentes. Muitos deles mais tarde se tornariam pioneiros na cultura israelense.
- Baruch Agadati (1895–1976), dançarino e coreógrafo
- Rachel Bluwstein (1890–1931), conhecida como "Rachel, a Poetisa"; retornou à Palestina a bordo do Ruslan
- Joseph Constant (1892–1969), escultor, pintor e romancista, chegou a bordo do Ruslan com sua esposa
- Menachem Elkind (1897–1938), ativista sionista e um dos fundadores do Gdud HaAvoda
- Yitzhak Frenkel (1899–1981), pintor e escultor, membro da Escola de Paris
- Uri Zvi Greenberg (1896–1981), poeta, jornalista e ativista, que escreveu em iídiche e hebraico, imigrou em 1923.
- Joseph Klausner (1874–1958), historiador da Lituânia, mais tarde professor de literatura hebraica
- Yitzhak Lamdan (1899–1954), poeta, tradutor e editor de língua hebraica
- Yehuda Magidovitch (1886–1981), arquiteto de Uman
- Arieh Navon (1909–1996), pintor, ilustrador e cartunista
- Henya Pekelman (1903–1940), pioneira sionista, trabalhadora manual, ativista pela igualdade das mulheres e vítima de estupro; a autobiografia que ela escreveu fornece uma rara documentação da vida cotidiana na Eretz Yisrael daquela época.
- Zeev Rechter (1899–1960), arquiteto de Kovalivka, Oblast de Odessa
- Yitzhak Sadeh (1890–1952), um dos fundadores de Gdud HaAvoda, mais tarde comandante do Palmach
- Menachem Ussishkin (1863–1941), líder sionista